# La Revue contemporaine

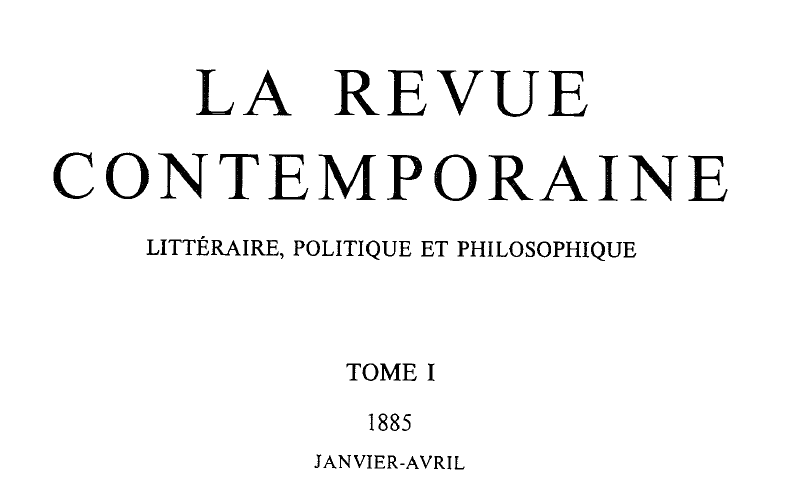
Reproduction de la première page de la Revue contemporaine Tome 1 rédacteur en chef Édouard Rod

La Revue contemporaine bimensuel puis mensuel est un périodique littéraire, politique et philosophique créé à Paris en avril 1852 par Louis Charles de Belleval avec l'aide d'Alfred Nettement, puis dirigée, à partir du tome 15, en août 1854et jusqu'en 1870, par Alphonse de Calonne.
- 1re série : avril 1852 - 1857
- 2e série : 1858 - août 1870
- 3e série : janvier 1885 - août-septembre 1886

## Historique
A l'origine créée et dirigée par des légitimistes sous les auspices du comte de Chambord, la Revue contemporaine ambitionnait alors de favoriser la fusion entre les deux branches du royalisme français, légitimisme et orléanisme. 
Après avoir changé de directeur, elle finit par se rallier vers 1855, à la politique de Napoléon III.
Elle reparait en 1885 et 1886, sous la direction d'Adrien Remacle.

### Note de présentation de la revue (1885)
La Revue contemporaine « s'efforcera de n'être d'aucune école » : « Rassembler les manifestations intellectuelles supérieures de cette époque, les présenter au public et attendre, tel se résume le programme du recueil qui naît aujourd'hui. »

## Principales rubriques
- articles de fond
- nouvelles
- poèmes
- critique littéraire et artistique
- bibliographie critique d'ouvrages publiés en France ou à l'étranger
- bibliographie signalétique d'articles littéraires publiés dans des périodiques français et étrangers
- Chronique littéraire (L. Perrin, puis A. Claveau)
- Chronique politique (J.E. Horn, puis L. Dupont)
- Revue musicale (M. Wilhelm, puis M. Berthaud)
- Revue critique (Alphonse de Calonne, E. Delaplace, Baron Ernouf)

## Collaborateurs
- Alfred Nettement[5]
- Louis Charles de Belleval (directeur et rédacteur en chef depuis le tome 1er jusqu'au tome 14) ;
- Alphonse de Bernard de Calonne (directeur à partir du tome 15) ;
- Emile Augier
- Narcisse Achille de Salvandy (membre de l'Académie française) ;
- Jean Pons Guillaume Viennet (membre de l'académie française) ;
- Théodore de Banville
- Émile Chasles
- François Coppée
- Charles Marie René Leconte de Lisle
- Émile Levasseur
- Jules Loiseleur
- Victor Margueritte
- Édouard Rod
- Charles-Augustin Sainte-Beuve
- Léon Tolstoï
- Marc Trapadoux
- Paul Verlaine
- Auguste de Villiers de L'Isle-Adam
- Jean-Jacques Weiss